# Katsuobushi

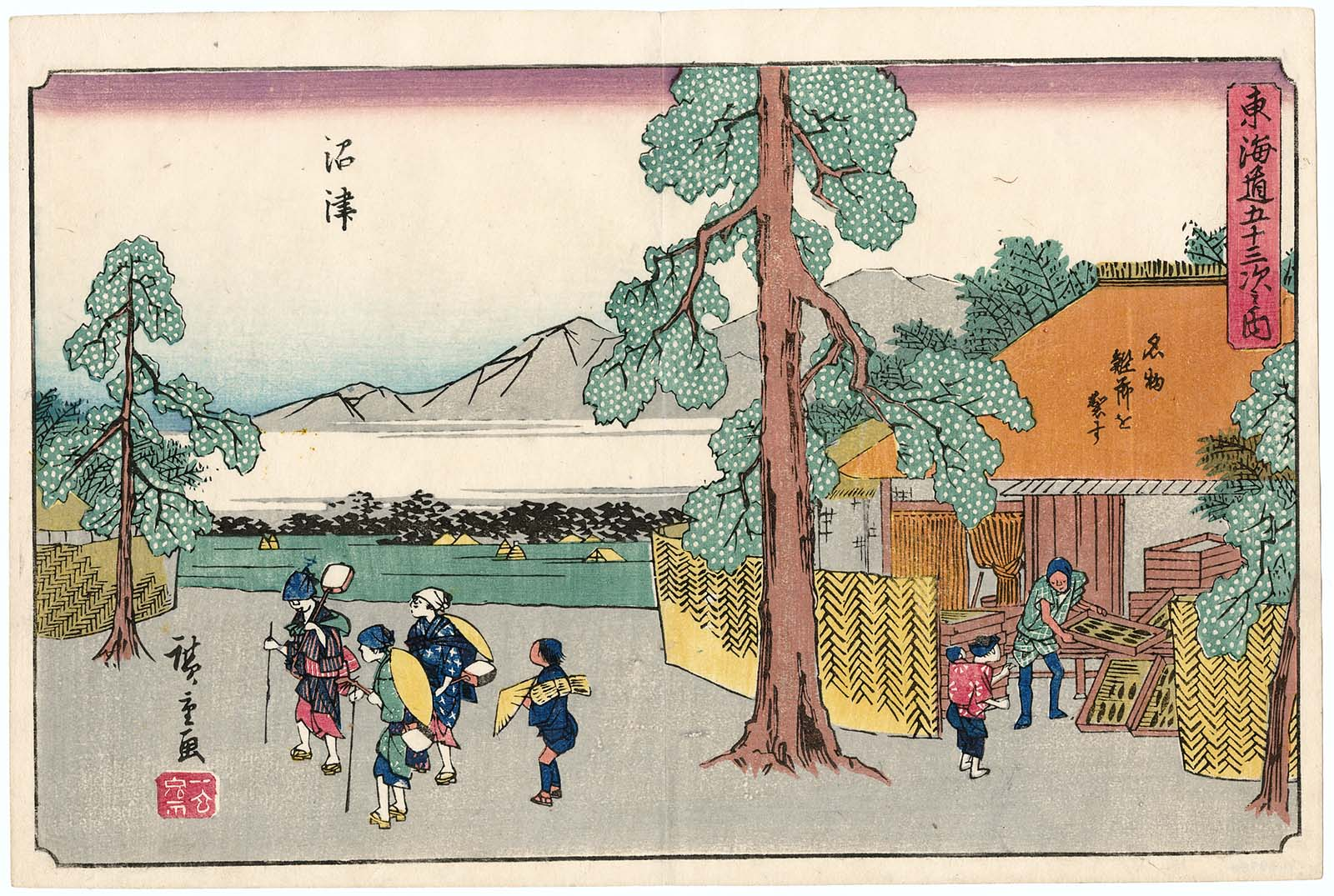
Hiroshige

Il katsuobushi (鰹節; かつおぶし) è un ingrediente della cucina giapponese. Si ottiene grattugiando in piccoli fiocchi i filetti di katsuo essiccato, fermentato e affumicato.

## Utilizzo
Viene utilizzato nella preparazione di molte pietanze tra cui la soba, la zuppa di miso e il brodo dashi. Viene usato anche come condimento finale per pietanze come i 
takoyaki e l'okonomiyaki.